# Estación de Centro-La Concha
La estación de Centro-La Concha será una estación ferroviaria situada en el centro de San Sebastián, situada debajo de la manzana creada por las calles Easo, Mondragón, Urbieta y San Martín. Pertenecerá a la empresa pública Euskal Trenbide Sarea, dependiente del Gobierno Vasco. Dará servicio a las líneas del operador Euskotren Trena que actualmente pasan o acaban en la estación de Amara; de esta forma, se evitará el fondo de saco que crea la estación, dando continuidad a la línea y evitando transbordos. La apertura está prevista para finales del año 2025.

## Accesos
- Plaza Xabier Zubiri - La Concha
- C/Easo - C/Mondragón
- C/Loyola - Buen Pastor
- C/San Bartolomé